# Еоган I
Еоган або Увен I (Eóganan mac Óengusa; ? — 839) — король Піктії у 836—839 роках. Вважається останнім представником династії Енгуса.

## Життєпис
Син короля Енгуса II. Разом з стрийком Кастантином був покровителем монастирів у Нортумбрії. Відомий запис 840 року щодо дарунку одному з монастирів. Здобув трон у 836 році після свого двоюрідного брата Друста IX.
Церковна традиція включає Еогана в число людей, що зустрічали святого Регула, який приніс до Шотландії мощі святого Андрія. «Пісня скоттів» включає Еогана I в число королів Дал Ріади і предків Малькольма III, проте встановити точні дати його правління не є можливим.
У 839 році знову на Піктію напали нормани. Пікти і скотти об'єдналися проти загарбників, але зазнали нищівної поразки. У битві загинули король піктів Еоган I, його брат Бран, Ейд мак Боанта, король Дал Ріади. Еоган I був останнім королем піктів, смерть якого зафіксована в ірландських хроніках.
Владу після цього отримав Вурад I. Втім важка поразка особливо негативно позначилася на становищі королівства піктів, що зрештою призвело до занепаду цієї держави.